# Hadena mimula
Hadena mimula là một loài bướm đêm trong họ Noctuidae.